# Reprezentacja Wielkiej Brytanii na Mistrzostwach Europy w Wioślarstwie 2008
Reprezentacja Wielkiej Brytanii na Mistrzostwach Europy w Wioślarstwie 2008 liczyła 29 sportowców. Najlepszymi wynikami było 2. miejsce w ósemce kobiet.

## Medale

### Złote medale
Brak

### Srebrne medale
- ósemka (W8+): Jo Cook, Vicky Myers, Georgina Menheneott, Emily Taylor, Rachel Loveridge, Kirsty Myles, Lindsey Maguire, Hannah Elsy, Rebecca Dowbiggin

### Brązowe medale
Brak

## Wyniki

### Konkurencje mężczyzn
- jedynka (M1x): Sam Townsend – 7 miejsce
- dwójka podwójna (M2x): Charles Cousins, William Lucas – 11 miejsce
- czwórka bez sternika (M4-): George Laughton, William Laughton, Peter Marsland, Tom Ransley – 7 miejsce
- ósemka (M8+): Charles Burkitt, Nathaniel Reilly-O’Donnell, Phil Turnham, Thomas Broadway, Marcus Bateman, James Orme, Tom Burton, Tom Wilkinson, Phelan Hill – 6 miejsce

### Konkurencje kobiet
- dwójka podwójna (W2x): Kristina Stiller, Debbie Flood – 5. miejsce
- dwójka podwójna wagi lekkiej (LW2x): Frances Fletcher, Andrea Dennis – 4. miejsce
- ósemka (W8+): Jo Cook, Vicky Myers, Georgina Menheneott, Emily Taylor, Rachel Loveridge, Kirsty Myles, Lindsey Maguire, Hannah Elsy, Rebecca Dowbiggin – 2. miejsce